# Perla Cabrera Stábile
Perla Cabrera Stábile (Montevideo, 26 de octubre de 1950) es una veterinaria uruguaya especializada en parasitología. Fue docente y, entre 2008 y 2012, decana de la Facultad de Veterinaria de la Universidad de la República (Udelar), siendo la primera mujer en acceder a dicho cargo.

## Trayectoria
En 1978, egresó de la Facultad de Veterinaria de Udelar. En esa misma casa de estudios fue luego docente de grado y posgrado en cursos de parasitología y enfermedades infecciosas.
Desde 2005 y hasta 2012, fue Profesora Titular Grado 5 dedicación total del Departamento de Parasitología de la Facultad de Veterinaria. El 12 de diciembre de 2008 en el Claustro de la Facultad fue elegida y nombrada Decana, cargo que ocupó hasta 2012. Durante su mandato se creó la primera sala de lactancia de la Udelar en 2012.

### Publicaciones
Cabrera ha participado en calidad de coordinadora y/o colaboradora en publicaciones sobre parasitología veterinaria, enfermedades infecciosas y pedagogía. Entre ellasː
- Determinación del perfil salud-enfermedad y prevención de zoonosis del barrio Maracaná : metodologías participativas en salud. Enː Educación y comunidad : experiencias concretas, relaciones posibles (2004).
- Parasitología y enfermedades parasitarias : guía de trabajos prácticos. Montevideo (2002).[8]